# Scrupocellaria jolloisi
Scrupocellaria jolloisi är en mossdjursart som först beskrevs av Jean Victor Audouin 1826.  Scrupocellaria jolloisi ingår i släktet Scrupocellaria och familjen Candidae. Inga underarter finns listade i Catalogue of Life.